# 被动行走
被动行走（英語：passive dynamic walking）是研究双足（两条腿）步行系统的一种方法，这个系统包括人类或其他双足动物，或想制作或控制的双足步行机器人。被动行走是看待双足步行的一种方式。与其把它作为一个持续不断的努力保持平衡，不如把双足行走看做一个在足部接触变化的间歇干扰下的持续的被动跌倒，可以对它由一个更好的理解。然后可以将一串稳定持续的步子看做周期运动进行分析。
被动行走的方法最早由McGeer提出，引发了各种关于人类行走的见解，并已产生了一些自然和有效的步行机。
被动行走可以被视为混合系统产生的一种物理现象，其中包括腿摆动动作的连续动态和离散的腿交换事件。分析混合系统得到步态生成和稳定性。
被动步行可以展示一个稳定的极限环。当状态保持稳定极限环，步行系统是稳定的。
McGeer首先由离散时间系统研究被动行走。他证明了雅可比矩阵不动点的稳定性，雅可比矩阵是由线性化离散时间状态方程（称为“步到步方程”）得到。
由Wisse提出的研究被动行走的几点建议如下：
- 弧形腿。不要使用点型足，因为吸引盆非常小。一个半径约腿长1/3的弧形脚相对更好。弧形腿可以牢固地附在小腿上，所以没有踝关节。如果你不喜欢这个非人类的特征，弧脚同样可以改为装在脚踝上内附弹簧的扁平足。
- 前后质量平衡。对每一个新的坡度，可能会需要重新调整前后质量平衡。有两个影响需要同时考虑。首先，前后质量平衡影响每一步加速度和减速度的量。当机器人有一种减慢或向后倒的趋势，将质量前移。如果你移过度了，该机器人将加快并向前跌倒。在这里质量平衡是和脚的位置有很大的关联。如果脚被移前（如大多数膝盖被动步行者），质量也需要一个向前偏移。第二，一条腿内的质量平衡影响被动摆动。在摆动腿要关于其垂直平衡左右对称。所以，如果质量靠后，然后腿摆动会比开始要远。这是好事，因为它降低了前倒的几率。正如McGeer已经指出那样：髋关节摩擦可以通过后移腿部质量补偿。
- 伪二维。大多数研究人员从二维被动步行开始，用四腿对称的结构。该机器人是不是真正的二维（在我们的物质世界中没有什么东西是二维的），所以重要的要将近似做得尽可能好。需要良好的固定的工作，因为那是一个很好地面。另外一个诀窍在于连接膝盖行走者的弓形垫。
- 良好的外形工程非常重要。弹跳，挠性，摩擦，关节滑动（所有这一切都不能准确地进行建模）应减少到最低限度。
- 增大质量。一般来说，腿质量应增大；沉重的髋关节是好的，沉重的脚是不好的。对有膝盖的模型也是一样；小腿应轻巧，其质心应接近膝关节。
- 对称的步态。腿应是一样的，使机器人对称。如果结果仍然是一个非对称的步态（一个长步子，然后一个短步子） ，那么这意味着步行周期是刚刚稳定。对于最简单的走路模型，这发生在陡峭的山坡上。尝试调整等参数使不对称性消失。
- 髋关节极限点。髋关节有极限位置有利于稳定性。